# 店子镇 (临潭县)
店子乡，是中华人民共和国甘肃省甘南藏族自治州临潭县下辖的一个乡镇级行政单位。

## 行政区划
店子乡下辖以下地区：
李歧山村、王清村、尹家沟村、店子村、戚旗村和业仁村。